# Amylie
Pour les articles homonymes, voir Boisclair.
Amylie, née Amylie Boisclair le 8 septembre 1982 à Mascouche, est une chanteuse et auteure-compositrice-interprète québécoise. C'est une artiste « très guitare-folk avec une douce voix qui fait voyager, mélangée à une musique à la Jack Johnson ».

## Carrière
Avec la maison de disque Audiogram, Amylie sort en novembre 2008 son premier album ayant pour titre Jusqu'aux oreilles, où se trouve la chanson Mes oreilles. « Sur mon premier album, j’ai sorti beaucoup ce qu’il y avait à sortir. Je me suis libérée », raconte Amylie.
En avril 2012, Amylie sort son deuxième album intitulé Le Royaume puis en 2016 l'album Les Éclats.
Elle participe en 2014 à l'album Inspiré de faits réels de Bénabar sur lequel elle chante en duo le titre « Titus et Bérénice ». Elle assurera également les premieres parties sur quelques dates de la tournée de Bénabar.
Elle a participé à une chanson en compagnie de Louis-Jean Cormier. C'était pour le concert intime au studio 12 et c'est une version à trois voix.

## Discographie
- 2008 : Jusqu'aux Oreilles
- 2012 : Le Royaume
- 2016 : Les Éclats
- 2024: Ma lumière et mon ombre[9]